# Богданов, Александр Алексеевич
Алекса́ндр Алексе́евич Богда́нов (10 апреля (22 апреля) 1874, Пенза — 10 ноября 1939) — русский советский поэт, прозаик и публицист, революционер-большевик.

## Биография

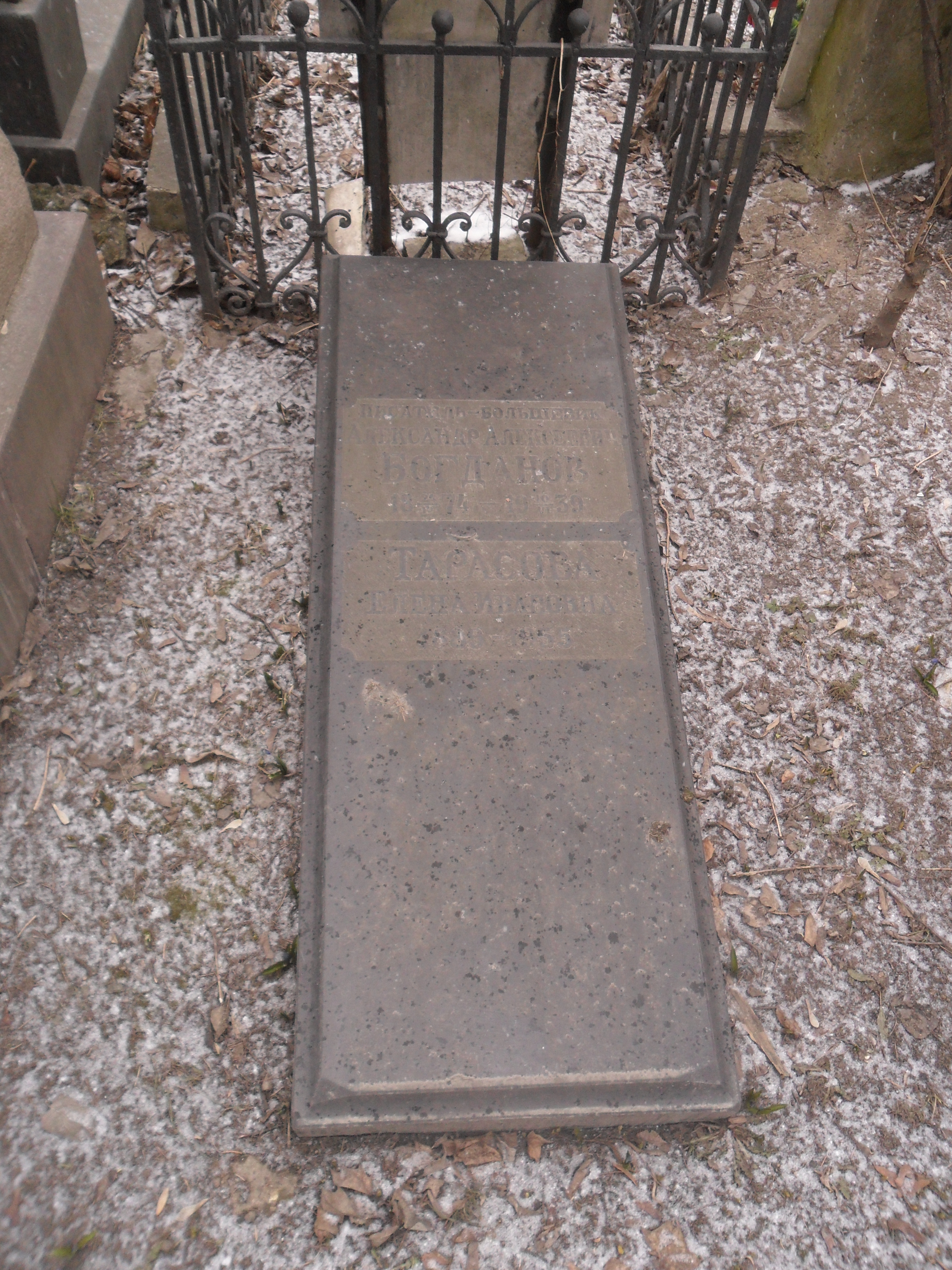
Могила Богданова на Новодевичьем кладбище Москвы.

Александр Богданов родился в Пензе в бедной интеллигентной семье. Учился в Пензенском духовном училище и Пензенской духовной семинарии.
С 1893 работал сельским учителем в с. Спасско-Александровка Петровского уезда Саратовской губернии (ныне — Пензенского района Пензенской области), с. Воловка Чембарского уезда Пензенского губернии (ныне — деревня Старый Валовай Пачелмского района Пензенской области). В селе Спасско-Александровка, в годы работы учителем, он организовал нелегальный кружок; в это село он впоследствии приезжал в 1925, 1930 и 1938 годах. Свои впечатления об этом селе он описал в очерке «Эх, Антон!» (1930—1931).
В 1897 году арестован за распространение нелегальной литературы, заключён в Саратовскую тюрьму, в 1898 году выпущен. В дальнейшем был арестован, подвергнут тюремному заключению 6 раз, 10 лет находился на нелегальном положении. С 1899 года жил в Петербурге, вступает в Союз борьбы за освобождение рабочего класса. В 1900 году стал членом РСДРП, партийная кличка Антон. В 1901 году арестован, выслан в Саратов. После раскола РСДРП, в 1903 году присоединился к большевикам. Участвовал в революции 1905—1907 годов. Участник Таммерфорсской конференции (1905). Был несколько раз арестован. После того, как в 1908 году его приговорили к году тюрьмы, перешёл на нелегальное положение.
В 1909—1915 гг. живёт в Финляндии под чужим именем, пишет много рассказов.
Одновременно с революционной деятельностью Богданов публиковался как поэт, прозаик, публицист (первая публикация в 1896 году). Использовал псевдонимы: Аз-буки, Альбов, Альфа, А-нов, Антонов, Астра, Волгин, Волжский, Карпинский. Печатался в журналах «Жизнь», «Мир Божий», «Всходы», «Журнал для всех», «Вестник Европы», «Русское богатство», «Современный мир», газетах «Звезда», «Правда» и многих других. На его творчество повлияли Иван Никитин, Николай Некрасов, символисты и импрессионисты. Богданов — «один из зачинателей революционно-пролетарской поэзии».
В годы Гражданской войны Богданов работал в Сибири и на Дальнем Востоке. Позднее переехал в Москву.

## Память
Именем Богданова названа Средняя Пешая улица в Пензе. На месте дома, где он родился, установлен памятный камень.